# Anávra (ort i Grekland, Grekiska fastlandet)
Anávra (Anavra) är en ort i Grekland.   Den ligger i prefekturen Fthiotis och regionen Grekiska fastlandet, i den centrala delen av landet, 130 km nordväst om huvudstaden Aten. Anávra ligger 361 meter över havet och antalet invånare är 118.
Terrängen runt Anávra är varierad. Runt Anávra är det ganska glesbefolkat, med 32 invånare per kvadratkilometer. Närmaste större samhälle är Lamia, 19,1 km nordväst om Anávra. 